# Trafaria
Trafaria ist ein Ort und eine ehemalige Gemeinde im Westen Portugals. Trafaria gehört zum Kreis Almada im Distrikt Setúbal. Die Gemeinde hatte eine Fläche von 5,73 km² und 5724 Einwohner (Stand 30. Juni 2011).

## Geografie
Trafaria wird zum urbanen Großraum Margem Sul do Tejo (dt.: Südufer des Tejo) gezählt. An der nordwestlichen Ecke der Halbinsel von Setúbal gelegen, wo nördlich der Tejo in den Atlantik übergeht, ist der Ort durch flaches Marschland, Strand und Dünen gekennzeichnet. Aufforstungen sind zum Schutz der Dünen, aber auch der Landflächen vorgenommen worden.

## Geschichte

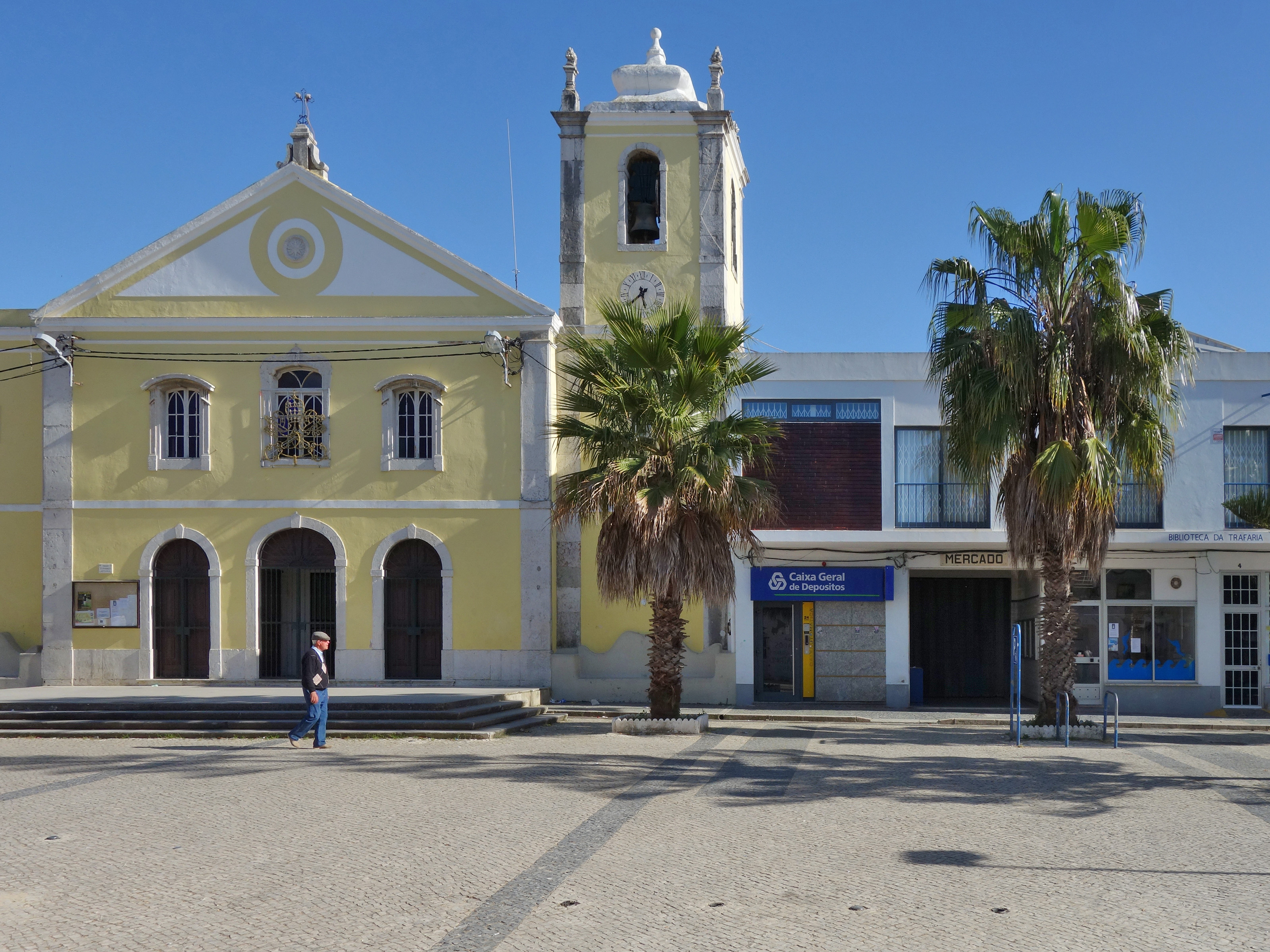
Largo da República mit São Pedro, Markt und Bibliothek.

Ursprünglich vermutlich ein Fischerdorf, wurde 1565 hier ein Lazarett eröffnet. Einige Befestigungsanlagen zeugen von der strategischen Bedeutung des Ortes, am Eingang des Tejo-Deltas, dem Tor zur Hauptstadt Lissabon.
Am 24. Januar 1777 wurde der Ort auf Befehl des Marquês de Pombal niedergebrannt, da sich dort zahlreiche junge Männer vor dem Militärdienst versteckten. Im Anschluss wurde der Ort neu aufgebaut. 1873 wurde hier eine Dynamitfabrik eröffnet.
Am 7. Oktober 1926 wurde die Gemeinde (Freguesia) von Trafaria geschaffen, und am 26. September 1985 wurde der Ort zur Vila erhoben.
Mit der Gebietsreform vom 29. September 2013 wurden schließlich die Gemeinden Trafaria und Caparica zur neuen Gemeinde União das Freguesias de Caparica e Trafaria zusammengefasst.

## Wirtschaft
Die Fischerei ist, trotz gesunkener Bedeutung, noch immer ein nennenswerter Faktor, insbesondere der Muschelfang. Neben verschiedenen Betrieben des produzierenden Gewerbes, des Handels und sozialer Einrichtungen sind noch der Fremdenverkehr und die Einrichtungen der Portugiesischen Marine, die hier ihre Schiffe wartet, von Bedeutung.

## Verkehr
Trafaria ist über mehrere Buslinien des öffentlichen Nahverkehrs, einen Autobahnanschluss der A38 und von Belém aus über eine Fährverbindung der Transtejo zu erreichen.

## Verwaltung
Folgende Orte gehörten zur Gemeinde Trafaria:
- Pêra de Baixo
- Funchalinho
- Murfacém
- Cova
- Trafaria
- Quinta da Corvina
- Abas da Raposeira
- Raposeira
- S. Pedro da Trafaria
- S. João de Caparica